# Historia Sił Obronnych Izraela

## 1948-1949
Siły Obronne Izraela zostały powołane do życia pierwszym od chwili objęcia urzędu rozkazem premiera Dawida Ben Guriona z dnia 28 maja 1948 roku, gdy po podzieleniu brytyjskiego terytorium mandatowego Palestyny i przydzieleniu jednej jego części na powstanie państwa Izrael trwała już I wojna izraelsko-arabska. Rozkaz oznajmiał, iż SOI istnieć będzie, by „bronić istnienia, terytorialnej integralności i suwerenności państwa Izrael” oraz „chronić mieszkańców Izraela i zwalczać wszelkie formy terroryzmu zagrażającego codziennemu życiu”. Do tej nowo tworzonej armii miały przystąpić wszystkie żydowskie grupy zbrojne walczące w Palestynie. Znaczny odsetek stanowili też imigranci z innych państw europejskich, weterani walk w II wojnie światowej.
Rozkaz został oficjalnie opublikowany 31 maja 1948 roku. Zakazano w nim wszelkiej niezależnej działalności zbrojnej poza Israel Defense Force (IDF). Od członków Sił Obronnych Izraela żądano złożenia przysięgi wierności państwu Izrael, jego prawu i legalnym władzom. Wyżsi oficerowie dowództwa zostali zaprzysiężeni na uroczystości 27 czerwca 1948 roku. Proces tworzenia jednolitej armii izraelskiej był trudny. Jako pierwsze co do własnej niezależności porozumiały się zbrojne organizacje Irgun Zeva’i Le’ummi (hebr. Narodowa Organizacja Zbrojna) i Lohamei Herut Israel (hebr. Bojownicy o Wolność Izraela), które od początku weszły prawie w całości w skład IDF. Pojedyncze odrębne oddziały Lehi walczyły tylko w okolicach Jerozolimy aż do 17 września 1948 roku, kiedy to organizacja została oficjalnie rozwiązana. Jej członkowie ochotniczo wstąpili do izraelskiej armii. Natomiast bataliony Irgunu walczyły jako odrębne formacje w ramach izraelskiej armii aż do 20 września 1948 roku, kiedy to bataliony rozwiązano. Ich członkowie ochotniczo wstąpili do formacji izraelskiej armii. Kampanie i bataliony Palmach zostały rozwiązane rozkazem z dnia 29 października 1948 roku, który wszedł w życie 7 listopada. W ten sposób proces tworzenia i jednoczenia Sił Obronnych Izraela został ukończony w sześć i pół miesiąca.
Zobacz też: I wojna izraelsko-arabska

## 1949-1956
W tych latach dokonała się reorganizacja SOI, dzięki którym przyjęły one kształt nowoczesnej armii wyposażonej w nowoczesny sprzęt, między innymi rodzimej produkcji pistolet maszynowy Uzi. Sformowano też Jednostkę 101 nad którą dowodzenie powierzono Arielowi Szaronowi, późniejszemu premierowi Izraela. Miała ona za zadanie przeprowadzać ataki odwetowe i prewencyjne, by zwalczyć problem przedostających się na terytorium Izraela terrorystów. Po masakrze w Qibyi (14 października 1953 roku) została rozwiązana, a jej żołnierze wcieleni do jednostek spadochronowych.
Na przełomie 1954 i 1955 roku nastąpiło gwałtowne pogorszenie stosunków izraelsko-egipskich, gdy najpierw – przy nieformalnym pozwoleniu rządu Egiptu – z terytorium tego państwa kilka ataków na Izrael przeprowadzili muzułmańscy feadini, a następnie Izrael dokonał ataków odwetowych.
Otwarty konflikt zakończył się druzgocącym zwycięstwem wspieranego przez Wielką Brytanię i Francję państwa Izrael, stanowiąc jednocześnie sugestywną demonstrację możliwości Sił Obronnych Izraela.
Zobacz też: kryzys sueski